# Gabriel Sayaogo
Gabriel Sayaogo (Niességa, 9 gennaio 1962) è un arcivescovo cattolico burkinabé, dal 7 dicembre 2019 arcivescovo metropolita di Koupéla.

## Biografia

### Formazione e ministero sacerdotale
Dopo aver conseguito la laurea in diritto canonico presso la Pontificia Università Urbaniana, è stato ordinato sacerdote il 13 luglio 1991.
Dal 2003 al 2007 ha ricoperto il ruolo di docente di diritto canonino presso il seminario maggiore di Koumi, mentre dal 2007 al 2009 è stato vicario generale della diocesi di Ouahigouya e dal 2009 al 2010 amministratore apostolico della stessa diocesi.

### Ministero episcopale
Il 28 dicembre 2010 papa Benedetto XVI lo ha nominato vescovo di Manga.
Ha ricevuto l'ordinazione episcopale il 30 aprile 2011, nella cattedrale di Manga dalle mani dell'arcivescovo Vito Rallo, co-consacranti l'arcivescovo di Ouagadougou Philippe Nakellentuba Ouédraogo e il vescovo emerito di Manga Wenceslas Compaoré.
Ha partecipato alla XV assemblea generale ordinaria del sinodo dei vescovi il 15 ottobre 2018 dal tema I Giovani, la Fede e il Discernimento Vocazionale.
Dal 14 giugno 2019 è stato nominato vice presidente della Conferenza episcopale del Burkina Faso.
Il 7 dicembre 2019 papa Francesco lo ha promosso arcivescovo metropolita di Koupéla. Ha preso possesso dell'arcidiocesi il 18 gennaio 2020.

## Genealogia episcopale
La genealogia episcopale è:
- Cardinale Scipione Rebiba
- Cardinale Giulio Antonio Santori
- Cardinale Girolamo Bernerio, O.P.
- Arcivescovo Galeazzo Sanvitale
- Cardinale Ludovico Ludovisi
- Cardinale Luigi Caetani
- Cardinale Ulderico Carpegna
- Cardinale Paluzzo Paluzzi Altieri degli Albertoni
- Papa Benedetto XIII
- Papa Benedetto XIV
- Cardinale Enrico Enriquez
- Arcivescovo Manuel Quintano Bonifaz
- Cardinale Buenaventura Córdoba Espinosa de la Cerda
- Cardinale Giuseppe Maria Doria Pamphilj
- Papa Pio VIII
- Papa Pio IX
- Cardinale Gustav Adolf von Hohenlohe-Schillingsfürst
- Arcivescovo Salvatore Magnasco
- Cardinale Gaetano Alimonda
- Cardinale Agostino Richelmy
- Vescovo Giuseppe Castelli
- Vescovo Gaudenzio Binaschi
- Arcivescovo Albino Mensa
- Cardinale Tarcisio Bertone, S.D.B.
- Arcivescovo Vito Rallo
- Arcivescovo Gabriel Sayaogo